# Das kleine Gespenst (2013)
Das kleine Gespenst, in der Schweiz  S’Chline Gspängst, ist ein Spielfilm in deutsch-schweizerischer Koproduktion der Claussen+Wöbke+Putz Filmproduktion (seit 2010 Claussen+Putz Filmproduktion) im Verleih der Universum Film aus dem Jahr 2013. Er basiert auf dem Kinderbuch Das kleine Gespenst von Otfried Preußler und erschien in zwei Sprachversionen: Deutsch und Schweizerdeutsch. Seine deutsche Erstaufführung hatte der Film am 14. Oktober 2013 auf dem Internationalen Filmfestival Schlingel in Chemnitz.
Die Schweizer Mundartfassung kam bereits am 26. September 2013 in die Kinos der Deutschschweiz. Der Kinostart in Deutschland war am 7. November 2013. Die deutschsprachige DVD und Blu-ray erschien am 11. April 2014.

## Handlung
Das kleine Gespenst lebt mit seinem besten Freund, dem Uhu Schuhu, auf Burg Eulenstein in der Stadt Eulenberg. Während es tagsüber in einer Truhe auf dem Dachboden der Burg schläft, wird es pünktlich um Mitternacht zur Geisterstunde wach und geistert durch die Burg. Mit einem Schlüsselbund mit 13 Schlüsseln kann das kleine Gespenst durch einfaches Schütteln alles, was es will, ohne Berührung öffnen, Türen, Fenster oder Truhen. Auch die Bilder von General Torsten Torstenson und Pfalzgräfin Genoveva Elisabeth Barbara erwachen nachts zum Leben. Der sehnlichste Wunsch des kleinen Gespensts besteht jedoch darin, die Welt einmal bei Tageslicht zu sehen.
Bei der Nachtwanderung einer Schulklasse sieht Karl das kleine Gespenst. Jedoch will ihm niemand das Erlebte glauben, auch nicht seine Freunde Marie und Hannes. Zudem wird Karl verdächtigt, die wertvolle historische Taschenuhr General Torstensons gestohlen zu haben.
Eines Tages erwacht das kleine Gespenst tatsächlich nicht nachts, sondern am hellen Tag zur Mittagszeit. Voller Begeisterung erkundet es die Welt bei Tageslicht und freut sich über die bunten Farben. Jedoch verfärbt es sich durch einen Sonnenstrahl schwarz. Die Einwohner Eulenbergs haben Angst vor dem kleinen Gespenst, das als „der schwarze Unbekannte“ jede Menge Unheil anrichtet und für Aufregung sorgt. Schließlich verwandelt das kleine Gespenst auch noch das historische Fest zum 375-jährigen Jubiläum der Belagerung der Stadt durch die Schweden in ein Chaos, weil es glaubt, Torsten Torstenson, den es seinerzeit vertrieben hat, sei zurückgekehrt.
Karl muss seine Unschuld am Verschwinden der Taschenuhr beweisen und zugleich mit seinen beiden Freunden und der Hilfe des Uhus das kleine Gespenst retten. Sie bitten den Uhrmachermeister, die falsch gestellte Rathausuhr, deren Gang das Gespenst gehorchen muss, von der Mittagszeit wieder auf Mitternacht zu stellen.
Danach wacht das kleine Gespenst tatsächlich wieder in der Nacht auf und kann zum Uhu auf die Burg zurückkehren. Die Kinder beobachten das kleine Gespenst freudig und sind glücklich, dass sie ihm helfen konnten. Als es dabei noch vom Mondlicht getroffen wird, verfärbt es sich auch wieder weiß.

## Produktion

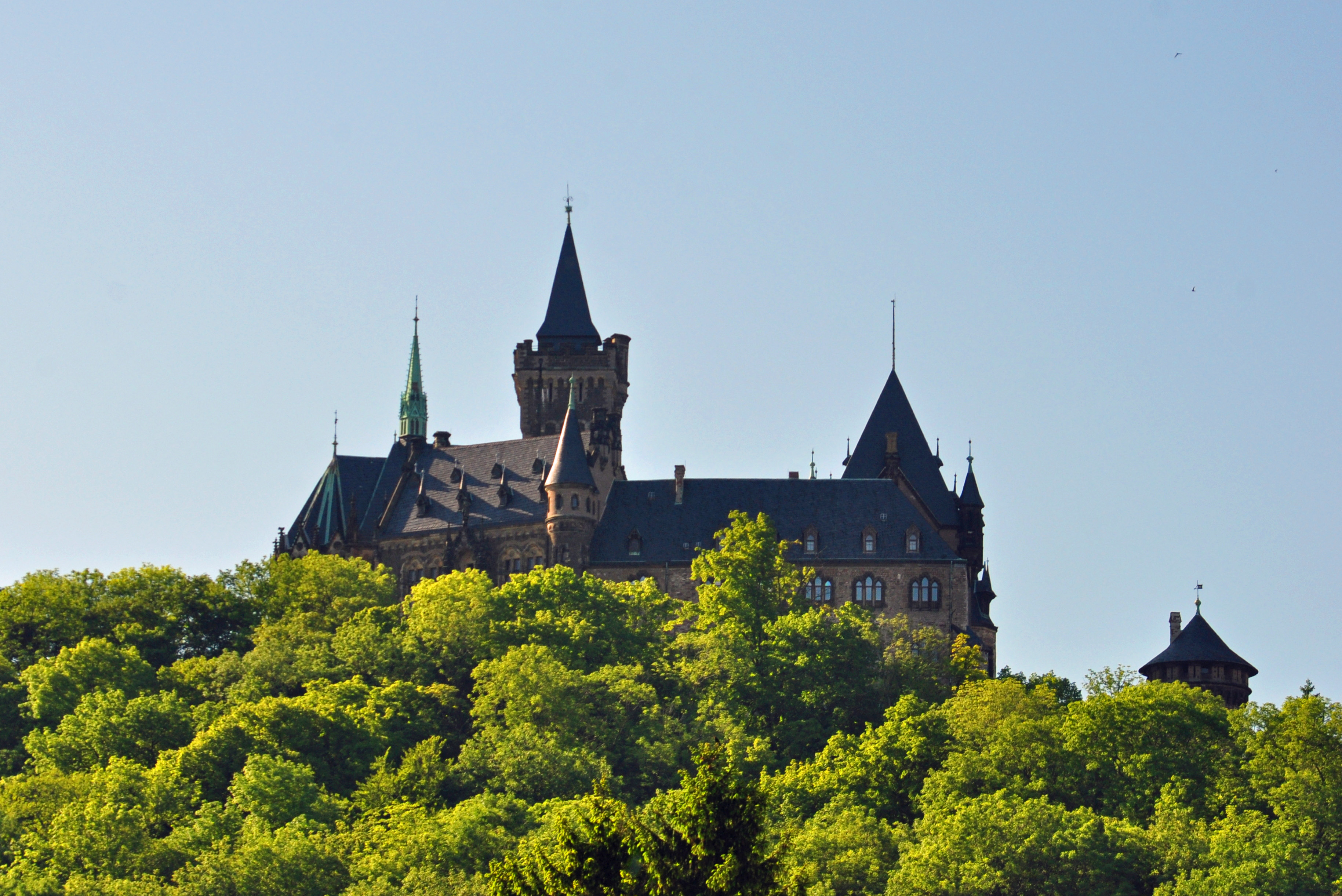
Schloss Wernigerode als Schloss Eulenstein

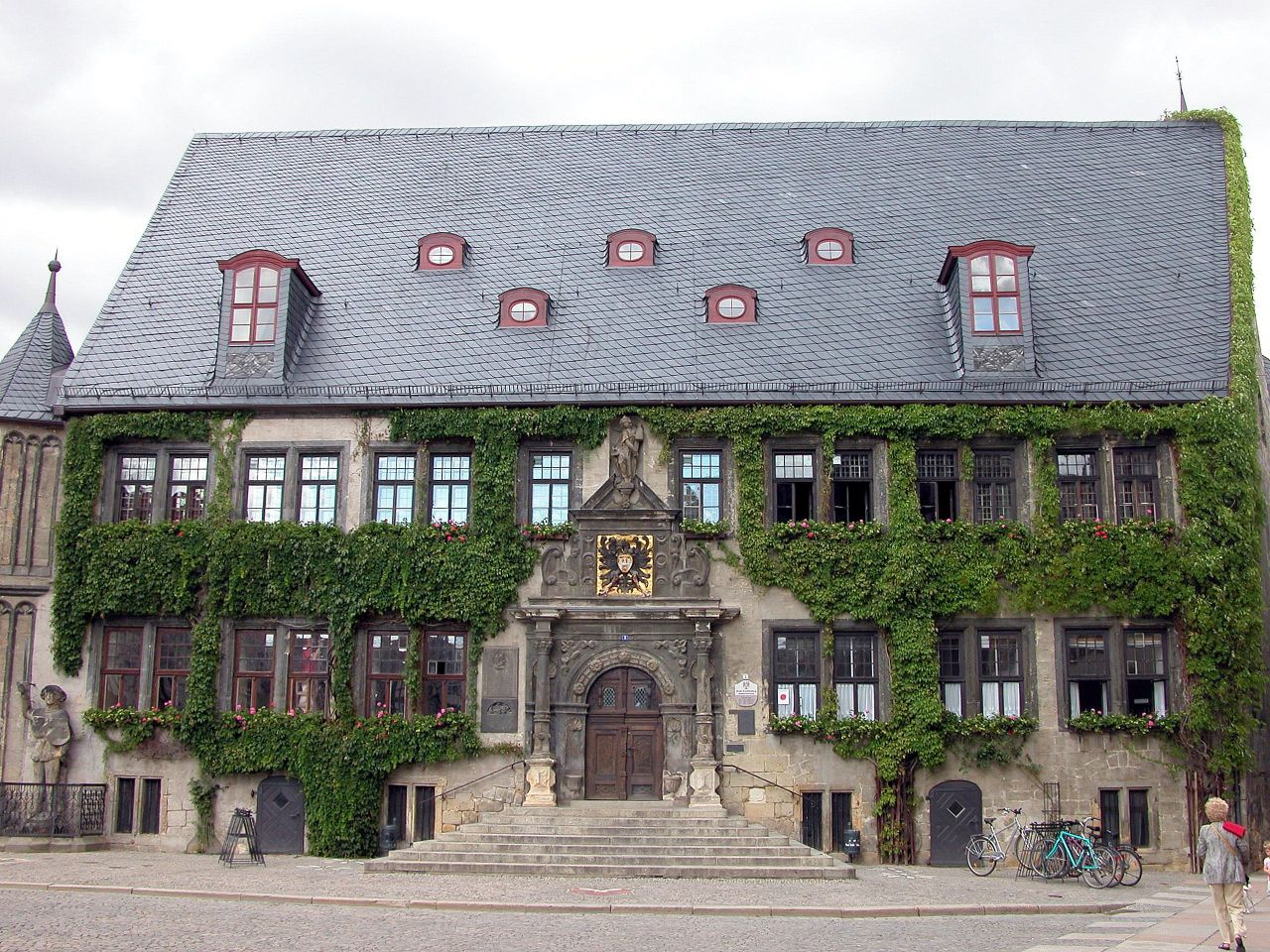
Rathaus Quedlinburg im Originalzustand ohne Turm

Nach Drehortsuche in Franken und Nordrhein-Westfalen war für die Dreharbeiten zum Film ursprünglich die thüringische Wartburg bei Eisenach im Gespräch. Man entschied sich dann jedoch für Schloss Wernigerode und Quedlinburg im Harz in Sachsen-Anhalt, da das städtische Umfeld besser geeignet war. Dort und zusätzlich in den Eisbach-Studios in München wurde vom 18. Juni bis 8. August 2012 gedreht. Da die Kinderdarsteller pro Tag maximal drei Stunden arbeiten durften, mussten mehr Drehtage eingeplant werden.
Die digitale Postproduktion des Films nahm ein ganzes Jahr in Anspruch, da das kleine Gespenst nachträglich in fast jede Szene eingefügt werden musste. Dieses ist eine Animation, die Anna Thalbachs Gesicht nachempfunden wurde. Die Schauspielerin war selbst jedoch nie am Set. Auch die Sprechszenen des Uhu Schuhu, dargestellt von einem dressierten Uhu, mussten digital nachbearbeitet werden. Das Rathaus Quedlinburg verfügt im Film über einen Turm mit Uhr, der im Studio nachgebaut und ebenfalls digital hinzugefügt wurde.
Während die Dreharbeiten in Wernigerode überwiegend auf dem Schloss stattfanden, waren in Quedlinburg die Drehorte der Markt vor dem Rathaus, im Rathaus, auf dem Neustädter Kirchhof, im Schuhhof, Mummental, Stieg und in der Hölle.
Die Produktion lag in den Händen der Claussen+Wöbke+Putz Filmproduktion in Kooperation mit Zodiak Pictures Ltd, Universum Film, B.A. Produktion, dem Zweiten Deutschen Fernsehen, dem Schweizer Radio und Fernsehen (SRF) und der Teleclub AG. Der Film wurde von den FilmFernsehFonds Bayern, der Mitteldeutsche Medienförderung, der Filmförderungsanstalt, dem Beauftragten der Bundesregierung für Kultur und Medien, dem Kuratorium junger deutscher Film, den Deutschen Filmförderfonds, MEDIA Development, dem Bundesamt für Kultur und der Zürcher Filmstiftung gefördert. Die Produktionskosten beliefen sich auf etwa sieben Millionen Euro.
Für Regisseur Alain Gsponer war es der erste Kinderfilm, für Produzent Jakob Claussen nach Krabat bereits die zweite Realverfilmung einer Vorlage von Otfried Preußler.
Im Rahmen der Produktion finanzierte die Firma die Reparatur der seit mehr als einem Jahrzehnt defekten Turmuhr des Wernigeröder Schlosses.
Geplant war, dass die Filmpremiere mit dem 90. Geburtstag von Buchautor Otfried Preußler zusammen gefeiert werden sollte. Dieser verstarb jedoch bereits am 18. Februar 2013. Er konnte jedoch noch vor seinem Tod das Design des kleinen Gespensts abnehmen.

## Sprecher
Die Hauptfigur Das kleine Gespenst wurde in der hochdeutschen Fassung von Anna Thalbach gesprochen, in der schweizerdeutschen von Nadja Sieger. Uhu Schuhu wurde gesprochen von Wolfgang Hess bzw. Emil Steinberger.

## Preise
Die Deutsche Film- und Medienbewertung (FBW) verlieh dem Film das Prädikat „wertvoll“. Auf dem Internationalen Filmfestival Schlingel in Chemnitz erhielt Das kleine Gespenst den Publikumspreis und auf dem Gijón International Film Festival gewann der Film in der Kategorie Enfant Terribles den Preis für den besten Film mit einer FSK unter 12 Jahren.

## Kritiken
„Alain Gsponers Realverfilmung, die im malerischen Quedlinburg entstand, ist trotz einiger Längen ein turbulenter Schabernack für Grundschüler.“

„Realfilmadaption des Kinderbuchklassikers von Otfried Preußler (1966) als liebenswert-nostalgisches Kinder-Spiel… Die sanft-sympathische Fantasie spielt hübsch mit dem Thema Zeit und kommt dabei dem kindlichen Vergnügen am Trickzauber ebenso entgegen wie im altersgemäßen Umgang mit Mut, Aufrichtigkeit und Zivilcourage.“

„Ein zeitloses Kinomärchen für Kinder im Kindergarten- und Grundschulalter.“

„‚Das kleine Gespenst‘ ist eine etwas altbackene, aber liebenswerte Verfilmung des Kinderbuchklassikers von Otfried Preußler, die besonders durch die gelungene Kombination von hübschen historischen Kulissen mit der hervorragenden Computeranimation des lebhaften Titelhelden beeindruckt.“

„S’chline Gspängst ist herzig, keine Frage. Wer mit kleinen Kids ins Kino will, macht hier nichts falsch. Allerdings fehlt es dem Film deutlich an Pepp und Humor. Herzig und sympathisch allein reicht nicht.“